# Cuark cima
El cuark cima (o cuark t del inglés "Quark Top"), es una partícula elemental que pertenece a la tercera generación de cuarks. Tiene asignada una carga de +2⁄3 de la carga elemental y un spin de 1⁄2, con lo cual es un fermión y cumple el principio de exclusión de Pauli. Como los demás cuarks los cuarks cima sienten la interacción fuerte y tienen carga de color, así mismo el anticuark cima tiene carga de anticolor.
Es el más masivo de los cuarks descubiertos hasta la fecha, tan masivo como los núcleos de oro[cita requerida]. Debido a su inmensa masa (unos 174 GeV en reposo) es una partícula muy inestable, que decae en menos de un yoctosegundo, con lo que no tiene ni tiempo para formar hadrones con otros quarks (este proceso se llama hadronización). Por este hecho provee un laboratorio para poner a prueba los conocimientos sobre la interacción fuerte. Una medición exacta de sus propiedades pueden proveer información clave en la ruptura de la interacción electrodébil.
Fue el último de los cuarks descubiertos, en 1995 en el Fermilab. Hasta la entrada en funcionamiento del LHC, el Tevatrón del Fermilab fue el único acelerador de partículas lo suficientemente energético para producir cuarks cima, formados al colisionar un protón y un antiprotón con una energía de 1,96 teraelectronvoltios. Después de su fugaz existencia, casi siempre decae en un bosón W+ y en un cuark fondo. En principio, los científicos[¿quién?] pensaron llamarlo "quark verdad" (Truth), pero con el tiempo se le quedó el nombre de quark cima (Top)[cita requerida].
Este cuark dota a los hadrones que forma con un número cuántico llamado 'superioridad' (posible traducción de "topness"), que se define como el número de cuarks cima menos el número de anticuarks cima que lo forman. Este número cuántico, al igual que la "extrañeza", el "encanto" o la "belleza" (número de cuarks (sabor) s, c o b presentes en una cierta partícula, menos el número de correspondientes antiquarks), puede ser violado por la interacción débil, pero no por la interacción fuerte ni la electromagnética, que conservan el sabor de los cuarks.

## Historia
En 1973, Makoto Kobayashi y Toshihide Maskawa predijeron la existencia de una tercera generación de quarks para explicar las  violaciones de CP observadas en desintegración  kaones. Los nombres top y fondo fueron introducidos por Haim Harari en 1975, para coincidir con los nombres de la primera generación de quarks (arriba y abajo) reflejando el hecho de que los dos eran el componente "up" y "down" de un isospín débil doblete.
La propuesta de Kobayashi y Maskawa se basaba en gran medida en el mecanismo GIM propuesto por Sheldon Glashow, John Iliopoulos y Luciano Maiani, que predecía la existencia del entonces aún no observado quark encanto. (El otro quark de segunda generación, el quark extraño, ya había sido detectado en 1968). Cuando en noviembre de 1974 los equipos del Brookhaven National Laboratory (BNL) y del Stanford Linear Accelerator Center (SLAC) anunciaron simultáneamente el descubrimiento del mesón J/ψ, poco después fue identificado como un estado ligado del quark encanto desaparecido con su antiquark. Este descubrimiento permitió que el mecanismo GIM pasara a formar parte del Modelo Estándar. Con la aceptación del mecanismo GIM, la predicción de Kobayashi y Maskawa también ganó en credibilidad. Sus argumentos se vieron reforzados por el descubrimiento de la tau por el equipo de Martin Lewis Perl en SLAC entre 1974 y 1978. La tau anunciaba una tercera generación de leptones, rompiendo la nueva simetría entre leptones y quarks introducida por el mecanismo GIM. El restablecimiento de la simetría implicaba la existencia de un quinto y un sexto quark.
De hecho, no pasó mucho tiempo hasta que un quinto quark, el bottom, fue descubierto por el equipo del experimento E288, dirigido por Leon Lederman en el Fermilab en 1977. Esto sugería fuertemente que también debía haber un sexto quark, el top, para completar el par. Se sabía que este quark sería más pesado que el bottom, por lo que requeriría más energía para crearse en las colisiones de partículas, pero la expectativa general era que el sexto quark se encontraría pronto. Sin embargo, pasaron otros 18 años hasta que se confirmó la existencia del top.
Las primeras búsquedas del quark top en SLAC y DESY (en Hamburgo) no dieron ningún resultado. Cuando, a principios de la década de 1980, el Superprotón Sincrotrón (SPS) del CERN descubrió el bosón W y el bosón Z, se volvió a pensar que el descubrimiento del top era inminente. A medida que el SPS ganaba la competencia del Tevatrón del Fermilab seguía sin haber señales de la partícula desaparecida, y el grupo del CERN anunció que la masa del top debía ser de al menos 41 GeV/c². Tras una carrera entre el CERN y el Fermilab para descubrir el tope, el acelerador del CERN llegó a sus límites sin crear ni un solo tope, elevando el límite inferior de su masa hasta 77 GeV/c².
El Tevatrón era (hasta el inicio del funcionamiento del LHC en el CERN en 2009) el único colisionador de hadrones lo suficientemente potente como para producir quarks top. Para poder confirmar un futuro descubrimiento, se añadió al complejo un segundo detector, el detector DØ (además del Collider Detector at Fermilab (CDF) ya presente). En octubre de 1992, los dos grupos encontraron su primer indicio de la cima, con un único suceso de creación que parecía contener la cima. En los años siguientes, se recogieron más pruebas y el 22 de abril de 1994, el grupo CDF presentó su artículo con pruebas provisionales de la existencia de un quark top con una masa de aproximadamente 175 GeV/c². Mientras tanto, el DØ no había encontrado más pruebas que el sugestivo suceso de 1992. Un año más tarde, el 2 de marzo de 1995, después de haber reunido más pruebas y reanalizado los datos de DØ (en los que se había buscado un top mucho más ligero), los dos grupos informaron conjuntamente del descubrimiento del top con una masa de 176 GeV/c².>
En los años previos al descubrimiento del quark top, se observó que ciertas medidas de precisión de las masas y acoplamientos de bosones vectoriales electrodébiles son muy sensibles al valor de la masa del quark top. Estos efectos se hacen mucho mayores para valores más altos de la masa del top y, por tanto, podrían véase indirectamente el quark top aunque no pudiera detectarse directamente en ningún experimento en ese momento. El mayor efecto de la masa del quark top estaba en los T parámetro, y en 1994 la precisión de estas medidas indirectas había llevado a una predicción de que la masa del quark top estaba entre 145 GeV/c² y 185 GeV/c². El desarrollo de técnicas que permitieron en última instancia tales cálculos de precisión fue lo que llevó a Gerardus 't Hooft y Martinus Veltman a ganar el Premio Nobel de física en 1999.

## Propiedades
- A la energía final del Tevatrón de 1,96 TeV, se produjeron pares top-antitop con una sección transversal de unos 7 picobarns (pb).[21] La predicción del Modelo Estándar (en el siguiente orden principal próximo m t =175 GeV/ c² ) es 6,7~7,5  picobarn.
- Los bosones W de las desintegraciones del quark top llevan la polarización de la partícula progenitora, por lo que se presentan como una sonda única de la polarización del top.
- En el Modelo Estándar, se predice que el quark top tiene un número cuántico de espín de 12 y una carga eléctrica de +23. Se ha publicado una primera medición de la carga del quark top, lo que ha dado como resultado cierta confianza en que la carga del quark top es, efectivamente, +23.[22]

## Producción
Como los cuarks top son muy masivos, se necesitan grandes cantidades de energía para crear uno. La única forma de alcanzar energías tan altas es mediante colisiones de alta energía. Éstas se producen de forma natural en la atmósfera superior de la Tierra cuando rayos cósmicos colisionan con partículas en el aire, o pueden crearse en un acelerador de partículas. En 2011, tras el cese de operaciones del Tevatrón, el Gran Colisionador de Hadrones en el CERN se convirtió en el único acelerador que genera un haz de energía suficiente para producir cuarks top, con una energía de centro de masa de 7 TeV. Existen múltiples procesos que pueden conducir a la producción de cuarks top, pero pueden dividirse conceptualmente en dos categorías: producción de pares top y producción de un solo top.

### Pares top-cuark
La más común es la producción de un par top-antitop mediante interacción fuerte. En una colisión, se crea un gluón altamente energético, que posteriormente decae en un top y un antitop. Este proceso fue responsable de la mayoría de los sucesos top en el Tevatrón y fue el proceso observado cuando se descubrió el top por primera vez en 1995. También es posible producir pares de top-antitop a través de la desintegración de un fotón o bosón Z intermedio. Sin embargo, se predice que estos procesos son mucho más raros y tienen una firma experimental prácticamente idéntica en un colisionador de hadrones como el Tevatrón.

### Cuarks top simples
La producción de cuarks top individuales a través de la interacción débil es un proceso claramente diferente. Esto puede ocurrir de varias maneras (llamadas canales): O bien un bosón W intermedio decae en un quark top y antibottom ("canal s") o un quark bottom (probablemente creado en un par a través de la desintegración de un gluón) se transforma en un quark top intercambiando un bosón W con un quark up o down ("canal t"). También se puede producir un único quark top en asociación con un bosón W que requiere un quark bottom en estado inicial ("canal tW"). La primera evidencia de estos procesos fue publicada por la colaboración DØ en diciembre de 2006, y en marzo de 2009 las colaboraciones CDF y DØ publicaron artículos gemelos con la observación definitiva de estos procesos. La principal importancia de medir estos procesos de producción es que su frecuencia es directamente proporcional a la componente |Vtb|2 de la matriz CKM.